# Gnamptogenys lucida
Gnamptogenys lucida é uma espécie de formiga do gênero Gnamptogenys.